# BBC Learning English
BBC Learning English es un departamento del Servicio Mundial de la BBC dedicado a la enseñanza de lengua inglesa.
El servicio proporciona actividades y recursos libres para profesores y alumnado, principalmente a través de su sitio web. También produce programas radiofónicos qué salen en algunos los servicios del Servicio Mundial del Idioma de la BBC y estaciones asociadas. Ha ganado premios numerosos, incluyendo dos Eltons del Consejo británico y premio English Speaking Union por innovación en enseñanza de la lengua inglesa.
El departamento fue establecido en 1943. Desde entonces,  ha cambiado nombre varias veces, por ejemplo "Inglés por Radio" (o ExR), "Inglés por Radio y Televisión" e "Inglés BBC", antes de llegar a "BBC Learning English" como es conocido hoy. El Servicio Mundial de la BBC empezó a transmitir programas de enseñanza de la lengua inglesa en 1945.[cita requerida] Había programas para estudiantes principiantes, para intermedios y avanzados, para estudiantes adultos y niños. Hubo un sinnúmero de series para enseñar la comprensión del idioma con la ayuda de letras de canciones. Adicionalmente, era habitual para los radioemisores importantes en la década de los 1950s tener un programa de enseñanza de la lengua del país en el que el radioemisor servía.